# Cristian Zaccardo
Cristian Zaccardo (Formigine, 21 de dezembro de 1981) é futebolista italiano que atua como zagueiro e lateral-direito. Atualmente joga pelo Tre Fiori.

## Títulos
Wolfsburg
- Campeonato Alemão: 2008–09

Seleção Italiana
- Copa do Mundo: 2006